# Raimundo de Penaforte

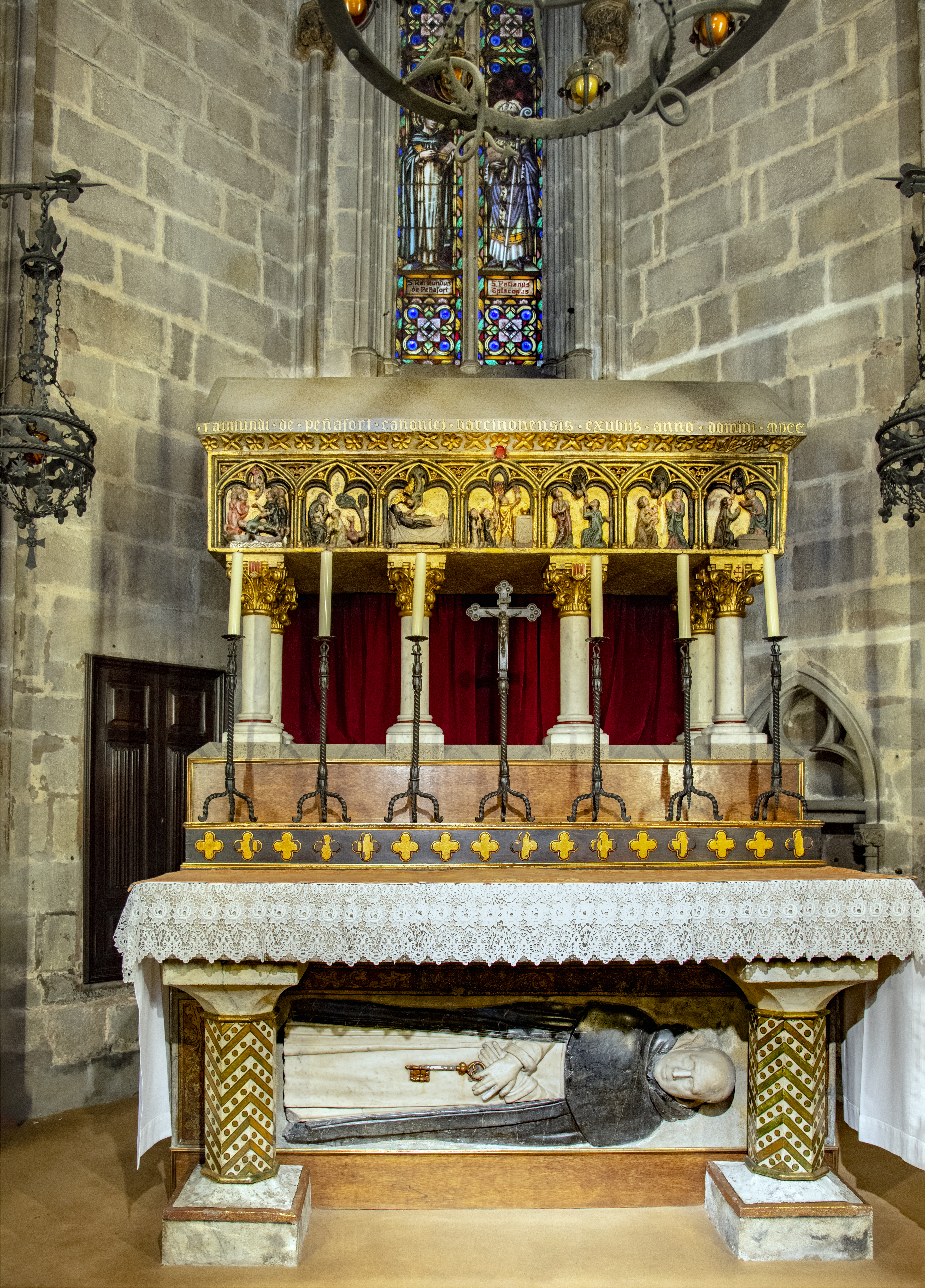
Seu túmulo em Barcelona

Raimundo de Penaforte, do catalão Raimon de Penyafort (Vilafranca del Penedès, c. 1175 - Barcelona, 6 de Janeiro de 1275) é o santo patrono da lei canónica e dos advogados canônicos.
Raimundo dedicou-se desde jovem aos estudos filosóficos e jurídicos. Aos 20 anos de idade ensinava filosofia e direito canónico em Barcelona, onde foi cónego. Em 1210 foi ensinar para Bolonha (Itália), onde ficou até 1222. Foi capelão do papa Alexandre IV, e confessor de do rei Jaime I de Aragão, ao qual repreendeu pela vida licenciosa.
Entrou depois na Ordem dos Pregadores, no convento de Santa Catalina e fez uma intervenção na proclamação da cruzada contra Maiorca. Redigiu um dos primeiros manuais para uso de inquisidores, o Directorium inquisitoriale (1242).
A sua colaboração com Pedro Nolasco foi essencial na fundação da Ordem de Nossa Senhora das Mercês para a Redenção dos Cativos, obtendo o consentimento de Jaime I para a fundação da Ordem.

## Organização da Lei Canónica
Por ordem do Papa Gregório IX, voltou a Roma em 1230 para editar a colecção das «Decretais» e fazer a codificação da Lei canónica, que previamente estava espalhada por inúmeros documentos. A sua organização tornou-se um padrão por quase 700 anos, e a Lei canónica foi completamente codificada só em 1917.
Porém, quando o Papa disse que iria nomeá-lo Arcebispo de Tarragona, sentiu-se tão consternado que caiu gravemente enfermo. Quando os seus conhecidos amigos Dominicanos de Bolonha chegaram em Barcelona, abandonou tudo para vestir o hábito branco de São Domingos.

## Conversões de judeus e muçulmanos
Em 1238 tornou-se terceiro Superior da Ordem Geral dos Dominicanos, por dois anos visitando a pé todos os conventos da Ordem. Redigiu também as suas novas constituições, promulgadas em Paris em 1240), apesar de renunciar ao seu cargo alegando motivos de fraca saúde.
Durante este tempo dedicou-se a converter judeus e muçulmanos ao cristianismo, e para cumprir este objectivo introduziu o ensino das línguas árabe e hebraica nas escolas dos dominicanos. Para tanto, solicitou a Santo Tomás de Aquino a redação de um manual apologético, conhecido como Suma contra os gentios (1259 - 1261), cujo fim principal era de proporcionar argumentos racionais e filosóficos para converter os judeus e os árabes.
Exercendo a sua influência sobre o Jaime I de Aragão, persuadiu-o a convocar um debate público sobre o judaísmo e o cristianismo, entre Moshe ben Nahman (também chamado El Rab de Espanha ou Bonastruc de Porta), um rabino de Gerona, e Pablo Christiani, um judeu convertido de Montpellier que pertencia à Ordem Dominicana. Neste debate, que teve lugar no palácio real de Barcelona (20-24 de Julho de 1263), na presença do rei e do alto clero, Raimundo teve um papel importante. Liderava os teólogos presentes e, com a concordância do rei, deu liberdade de expressão ao rabino, mas observando que não deveria blasfemar contra o cristianismo. A isto, Moshe ben Nahman respondeu que sabia o que as leis da propriedade exigiam. No sabbath imediatamente após o debate, os cristãos visitaram a sinagoga, onde Raimundo pregou a Santíssima Trindade, negada pelo rabino.
Raimundo obteve a permissão de Jaime I para que Pablo Christiani continuasse as suas viagens missionárias, e também a ordem para que todos os judeus sob a sua soberania fossem obrigados a ouvir os sermões deste e de todos os outros dominicanos. Para além disso, deu um prazo de três meses para eliminar dos livros destes tudo o que estivesse contra a religião cristã. A comissão de censura nomeada consistia em Arnaldo de Guerbo, bispo de Barcelona, Raimundo, e os dominicanos Arnoldo de Legarra, Raymundo Martin (autor de Pugio Fidei) e Pedro de Janua, ou Génova.

## Últimos anos
Aos 70 anos voltou a ensinar. Foi também um escritor fecundo. Entre os seus escritos, destaca-se a Summa Casuum para a administração recta e proveitosa do sacramento da Penitência, e também a Summa de poenitentia et matrimonio, a Summa contra gentes sobre muçulmanos e judeus e a Summa pastorales.
Raimundo morreu em 6 de Janeiro de 1275 e está enterrado na catedral de Barcelona. O papa Clemente VIII procedeu à sua canonização em 29 de Abril de 1601. 
É o santo padroeiro da Lei canónica e dos seus advogados, e na Espanha é padroeiro de todos os advogados. A sua festa religiosa celebra-se a 23 de Janeiro.
O Estado espanhol, por decreto de 23 de Janeiro de 1944, instituiu a condecoração honorífica «Cruz da Ordem de San Raimundo de Peñafort» visando premiar aqueles que por relevantes méritos se distingam na administração da Justiça e no estudo do Direito em todos os seus ramos.